# 외교관
외교관(外交官, 영어: diplomat)은 일반적으로 외교사절과 재외공관의 중요한 관원을 지칭한다. 관원은 외교사절과 거의 같은 특권과 면제의 인정을 받는다. 보통 참사관·일등서기관·이등서기관·삼등서기관·상무관·통역관·무관 등으로 구성된다.
일반적으로 외교관후보자선발시험을 통과하거나 7급 외무영사직 시험에 통과하면 외교관이 될 수 있다. 외교관은 다른 나라의 정보를 수집을 하고 다른 나라와 그 해당 나라가 관계를 잘 맺을 수 있도록 도와주는 사람이다. 또한 재외국민을 보호하기도 한다.
1990년대 이전에는 외교관이 중앙정보부나 국가안전기획부 로 스카웃 되는 시기도 있었다. 이들 정보기관으로 스카웃된 외교관은 국외파트에서 각국 재외공관에 상주하여 주로 화이트로 활동한다.
외교관들은 협상능력, 순발력, 의사소통 능력 등이 필요하다.  2017년부터 매년 10월 24일에 국제적으로 외교관의 날을 기념한다.
외교관의 주요 기능은 다음과 같다: 파견국의 이익과 국민을 대표하고 보호, 전략적 합의의 시작 및 촉진, 조약 및 협약, 정보 홍보, 무역 및 상업, 기술; 그리고 우호적인 관계. 국제적으로 명성이 있는 노련한 외교관들은 경영 경험과 협상 능력을 바탕으로 국제기구(예를 들어 세계 최대 외교 포럼인 유엔)는 물론 다국적 기업에도 활용되고 있다. 외교관은 세계 여러 나라의 외교관 및 외교단의 구성원이다.
파견국은 대사, 공관장이라고도 불리는 외교 주요 직책을 맡을 사람에 대해 접수국의 동의를 받아야 한다. 제안된 외교관을 영접하는 국가는 그 외교관을 수락할 수도 있고, 그 사람의 거절이나 수락에 대한 이유를 제시하지 않고도 외교관의 수락을 거부할 수도 있다. 공관장이나 외교 직원이 이미 접수국에서 근무하고 있지만, 접수국은 언제든지 그 사람이 해당 국가에서 더 이상 수배되지 않고 페르소나 논 그라타(persona non grata)로 간주된다고 결정할 수 있다. 이런 일이 발생하면 보내는 주에서 해당 사람을 해고할 수 있다.
외교관은 국가의 외교 정책 기관 중 가장 오래된 형태로, 수세기 동안 외무 장관과 장관직보다 앞서 있다. 그들은 일반적으로 외교적 면책특권을 갖고 있으며, 공식 여행 시에는 대개 외교관 여권을 사용하거나 UN 관리의 경우 UN 통행증을 사용한다.
외국어 실력은 기본이며, 국제 사회에 대한 이해, 분석력, 판단력, 대화 능력 등이 요구된다. 또한 다양한 문화를 존중하고 이해하는 자세도 매우 중요하다. 

## 용어
영구 외교 대표단의 정기적인 활용은 15세기 이탈리아에서 시작되었다. 그러나 "외교"(diplomacy)와 "외교관"(diplomat)이라는 용어는 프랑스 혁명 중에 등장했다. "외교관"(diplomat)은 외교관이 주권자로부터 받은 인정 문서를 가리키는 뜻으로 졸업장 소지자를 뜻하는 그리스어 διπλΩμάτις(diplōmátēs)에서 유래되었다.

## 기능
외교관들은 국익에 영향을 미칠 수 있는 정보를 수집하고 보고하며, 종종 본국 정부가 어떻게 대응해야 하는지에 대한 조언도 함께 제공한다. 그리고 일단 모국의 수도에서 어떤 정책 대응이 결정되면, 직위는 이를 실행하는 주요 책임을 지게 된다. 외교관은 가능한 가장 설득력 있는 방법으로 자국 정부의 견해를 자신이 인정받은 정부에 전달하고, 그렇게 함으로써 해당 정부가 자국의 이익에 부합하는 방식으로 행동하도록 설득하는 임무를 맡는다. 이러한 방식으로 외교관은 외교 정책이 발전하는 지속적인 과정에서 각 반복 단계의 시작과 끝의 일부이다.
일반적으로 외교관들이 자율적으로 행동하는 것이 어려워졌다. 외교관은 가장 은둔적인 공관 책임자에게도 연락할 수 있는 이메일, 휴대전화 등의 보안 통신 시스템을 사용한다. 이 기술은 또한 외교관들에게 자국 수도의 정책 결정 과정에 대해 보다 즉각적인 의견을 제시할 수 있는 능력을 제공한다.
보안 이메일은 외교관과 외교부 간의 접촉을 변화시켰다. 누출 가능성이 적고 널리 배포되고 비인격적인 스타일로 인해 공식적인 전보보다 더 개인적인 접촉이 가능하다.

## 훈련
대부분의 직업 외교관은 국제관계, 정치학, 역사, 경제학, 법학 분야의 대학 학위를 가지고 있다. "감성 지능"은 최근 많은 해외 서비스 교육 프로그램의 구성 요소가 되었다.

## 지위 및 공개적 이미지
외교관은 일반적으로 독점적이고 권위 있는 직업의 구성원으로 간주되어 왔다. 외교관의 공개적 이미지는 "끝나지 않는 글로벌 칵테일 파티에서 활공하는 세로 줄무늬 남자의 캐리커처"로 묘사되었다. J. W. 버튼(J. W. Burton)은 "특정 전문 교육이 없음에도 불구하고 외교는 아마도 실무자들이 자의식적으로 장려하는 비밀과 신비의 정도 때문에 높은 전문적 지위를 갖고 있다"고 지적했다. 국가는 자국의 국제적 지위와 지위를 유지하기 위해 외교관의 높은 지위, 특권, 자부심을 지지한다.
외교관에 대한 높은 평가는 대부분의 국가에서 자신의 이익을 효과적으로 증진하기 위해 전문성과 특정 예절에 따라 행동하는 능력을 고려하여 눈에 띄게 외교관을 선발하는 데에도 기인한다. 또한 국제법은 외교관에게 광범위한 특권과 면제를 부여하여 외교관을 일반 시민의 지위와 더욱 구별한다.

## 같이 보기
- 2011년 중국 상하이 스캔들
- 2016년 칠레 외교관 미성년자 성추행 사건
- 외교관 면책특권
- 외교행낭(en:Diplomatic bag, diplomatic pouch)
- 외교케이블(en:Diplomatic cable, diplomatic telegram, DipTel)
- 경찰관
- 교도관
- 소방관
- 재판관